# Église Saint-Julien de Vertolaye
Pour les articles homonymes, voir église Saint-Julien.
L'église Saint-Julien est une église située à Vertolaye dans le département français du Puy-de-Dôme, en région Auvergne-Rhône-Alpes.

## Historique

### Protection
L'église est inscrite au titre des monuments historiques par arrêté du 26 novembre 1990.